# Lago Magui
El lago Magui es parte del sistema fluvial Terékolé-Kolombiné, que drena en el río Senegal, en la región de Kayes, al sudoeste de Mali. El tamaño total de la cuenca es de 25.000 km², de los cuales, la cuenca que drena en el lago es de 17.500 km². El área pertenece a la parte sur del Sahel en África Occidental. La cuenca se extiende entre los 14° y los 15°40'N y los 9°15' y los 11°30'W. La mayor porción de la superficie pertenece a la meseta de Kaarta, mientras que la parte occidental está formada por una penillanura con una elevación de entre 60 y 100 m.

## Localización y extensión
El lago está situado en una depresión de forma norte-sur a 11°W, entre los 14°20' y los 13°N, a una altura de 47-50 m (en el fondo del lago), con una longitud máxima de 65 km y una anchura de 4-5 km que le da a la depresión una superficie aproximada de 145 km² (medido en 1982). La extensión del lago depende mucho de la variación estacional de las lluvias, que en la región son aproximadamente de 630 mm (680 mm en el sur y 560 mm en el norte en 1982).

## Sitio Ramsar
El lago está bordeado por plantas herbáceas y leñosas, y es muy rico en biodiversidad de pequeños mamíferos, reptiles, peces y aves acuáticas, con 95 especies migratorias identificadas, entre ellas la cerceta carretona, el ánade rabudo, el morito común y la garza imperial. Es una fuente importante de alimento y de desove para los peces del río Senegal. Entre sus funciones hidrológicas se encuentran la retención de agua, el control de las inundaciones y la estabilización de las riberas. También es importante en el equilibrio hidrológico del río Senegal. Las actividades humanas en los alrededores incluyen la agricultura, la pesca y el pastoreo. Es sitio Ramsar (n.2126).